# Giordano de Bianchi Dottula
Giordano de Bianchi Dottula, nome completo Giordano Gaetano Pietro Nicola Giuseppe Antonio Trifone (Montrone, 31 gennaio 1772 – Napoli, 19 febbraio 1846) è stato un letterato e politico italiano, e Marchese di Montrone dal 1821 al 1846.
A volte viene indicato come Giordano VI, poiché fu il sesto membro della famiglia Dottula a portare il nome Giordano.

## Biografia
Fu il secondo figlio di Luigi de Bianchi, Marchese di Montrone, e Francesca Dottula. La famiglia Dottula si estinse in quella dei Bianchi, e Luigi e i suoi figli adottarono perciò il cognome "Bianchi Dottula" su volere di Giordano Dottula, padre di Francesca, ricevendo in cambio il titolo di Marchesi di Montrone. In giovane età Giordano venne educato in Puglia dal padre scolopio Ermenegildo Guarnieri. All'eta di tredici anni proseguì i suoi studi a Napoli, e all'età di diciassette si trasferì a Roma per ultimarli. La Rivoluzione Napoletana del 1799 lo attirò di nuovo nella città partenopea; alla fine del tumulto, dal quale derivò l'istituzione della Repubblica Napoletana, Giordano fu giudice del tribunale istituito dal governo provvisorio di Championnet per riportare ordine in città. In quest'occasione cominciò a farsi chiamare Timoleone de Bianchi, adottando il nome del tirannicida greco Timoleonte. Caduta la Repubblica Napoletana, Giordano evitò la decapitazione (a cui invece furono condannati suoi compagni) scappando in Francia.
Nonostante ciò. la sua passione rivoluzionaria non si estinse e si arruolò per combattere nella campagna d'Italia di Napoleone. Fu presente alla battaglia di Marengo agli ordini di Gioacchino Murat, dove una palla di cannone gli forò il mantello. Finita la campagna d'Italia, Giordano si trasferì a Bologna da alcuni suoi parenti fino al 1814, anno in cui Murat, che nel frattempo era divenuto Re delle Due Sicilie, lo nominò ciambellano di corte e presidente del Consiglio Generale della Provincia di Bari. Nello stesso anno gli venne inoltre dato l'incarico di recarsi a Reggio Emilia per riaccompagnare a Roma Papa Pio VII, che fino a quel momento era stato a in esilio a Savona. Durante la guerra austro-napoletana, Giordano combatté nelle ultime battaglie di Murat, come quella del Panaro. Quando i Borbone furono posti nuovamente sul trono nel 1815, in seguito a decisione del Congresso di Vienna, Giordano fu esiliato e passò alcuni anni in Francia e Svizzera; dopodiché, permisogli il rientro in Italia grazie alla vicinanza ai Borbone del nonno Giordano Dottula, il Marchese si fermò a lungo a Bologna per poi fare ritorno a Montrone. Ancora grazie al nonno, nel 1820 Giordano fu nominato gentiluomo di camera e maggiordomo di settimana a Napoli. Nel 1821 Giordano divenne Marchese di Montrone, a seguito della morte del padre.
Tra Bologna e Montrone egli scrisse molto, avendo assunto per altro padronanza della lingua francese nei suoi anni da esule. Come letterato è considerato uno dei primi puristi (nel 1827 infattì pubblicò il Discorso sullo stato presente della lingua italiana), e amava con fervore Dante. Fu maestro di Basilio Puoti, e fu amico di illustri letterati dell'epoca come Vincenzo Monti, Pietro Giordani e Ugo Foscolo; entrò in contatto anche con Lorenzo Costa, Giovanni Marchetti, Giuseppe Giusti, Dionigi Strocchi e Anton Maria Lamberti. Molto spesso persone al di fuori di Montrone si riferivano a Giordano con il suo titolo nobiliare, e lo chiamavano "il Marchese di Montrone", o ancora più semplicemente "il Montrone". Si ricorda a proposito l'aneddoto secondo il quale Carolina Bonaparte, moglie di Murat, era solita dire "Quando parlo col Montrone, mi sembra di stare a Parigi" in riferimento ai suoi modi francesi.
Giordano sposò Teresa Gaetani d'Aragona, figlia di Luigi Gaetani di Laurenzana, Maresciallo di Campo e Aiutante Generale di re Ferdinando II delle Due Sicilie. Nel 1831 Ferdinando II si recò a Bari accompagnato da Luigi, e in questa occasione nominò Giordano intendente della Provincia di Bari. Durante la sua carica, che durò 10 anni, Giordano avviò delle opere pubbliche attese da molto, come la costruzione di strade per collegare vari paesi, e promosse il commercio, gli studi e l'industria. Due volte durante il suo mandato il territorio di Bari fu colpito dal colera, e Giordano non si risparmiò in ambito sanitario. Per onorarlo del suo servizio Bari gli dedicò una via e un istituto magistrale. Giordano mantenne la carica di Intendente fino al 1841, quando per motivi di salute fu promosso a Consultore di Stato e si trasferì a Napoli, dove morì nel 1846 all'età di 74 anni.
Il discorso funebre per la sua morte fu tenuto davanti alla chiesa di San Ferdinando da Basilio Puoti. Giordano fu sepolto nel cimitero di Poggioreale, nella cappella della congrega di San Ferdinando. La sua lapide fu scolpita da Tito Angelini.

## Opere
Pubblicò Il peplo, in ricordo del vecchio amico Ludovico Savioli, Prometeo, un libro a tre canti in occasione del ritorno di Antonio Canova a Bologna,  Manfredi Re, L'Armonia, in memoria di Giovanni Paisiello, Canto della Virtù, composto dopo i primi atti liberali di re Ferdinando II, Plenilunio, un poemetto in onore della moglie, Ercolano, Rime Sacre, e poi vari sonetti. Altre opere, che avrebbe pubblicato Basilio Puoti dopo la morte di Giordano, furono una traduzione delle Satire di Giovenale e di 45 Odi di Orazio, Lorenzo il Magnifico (poema incompiuto), il poemetto Mergellina e infine il Cinto, l'ultima opera di Giordano, che scrisse in occasione delle nozze della cognata Costanza Gaetani.

## Valutazione critica
Pietro Giordani, nel 1807, essendo suo amico, non infierisce troppo nella sua Della poetica del sig. marchese di Montrone, indirizzata all'amico Pietro Brighenti:

…cresciuto da piccolo tra le muse francesi, venuto era in tanta dimestichezza di quelle, che oltre a posseder colla memoria quanto di più nobile o grazioso dettarono, egli stesso ha composto versi e prose da non sembrare d'uno straniero, ma di un cultissimo francese: per che facilmente poteva partecipare alla gloria di quella felice nazione…Direm noi che coll'effetto egli abbia espresso l'idea concepita nella mente e già tenga e dimostri lo stile perfetto? Io sento che non sono giudice da ciò…e non sarò dubbio a rispondere se alcuno volesse dargli carico perché abbia preso subbietto né alto né nuovo, com'è l'amore, che nella più parte di questi versi risuona. E qui dico che se Montrone non ha per ora tolto argomento degno di lui, io lodo quella modestia e prudenza di grande e avveduto ingegno, onde ha deliberato di non trattare materia sublime e forte, finché non sia ben sicuro e scarico d'ogni sollecitudine intorno alle forme onde abbia a rivestirla: e molto saviamente si avvisa che quella vuol tutto l'animo a sé, a far cose da viver lungamente: e che l'inventare, il partire, il comporre gli daranno assai cura, senza lo studio di polire e adornare. Quando poi a suo senno si sentirà franco a pennelleggiare, né gli rimarrà dubbio de' contorni e de' colori, metterà mano a grandiose istorie da farsi riguardare con diletto e maraviglia. E chi pensa quanto in lui sia vigore di mente e di matura gioventù, quanto fervore di studi, quanto ardore per le cose belle e grandi, troverà ch'io non sono lusinghiero né temerario promettitore. Anzi egli stesso lo promette e quasi lo comincia nel Peplo, dove pur si alza colla memoria, col desiderio, colle speranze agli usi magnanimi di Grecia…

### Fonti
1. 1 2 3 4 5 6 7   Luigi Stangarone, Adelfia, Cenni Storici.
2. 1 2 3   Luigi Stangarone, Adelfia, Stemmi e Feudatari.
3. 1 2   Luigi Stangarone, il 1848 a Montrone.
4. 1 2 3 4 5 6   DE BIANCHI DOTTULA, Giordano, marchese di Montrone - Treccani, su Treccani. URL consultato l'8 aprile 2024.
5. 1 2   DE BIANCHI DOTTULA, Giordano, marchese di Montrone - Treccani, su Treccani. URL consultato il 19 aprile 2024.

### Annotazioni
1. ↑  Nel libro "Adelfia, Stemmi e Feudatari", Luigi Stangarone scrive: "... nacque in Montrone il 31 Gennaio 1772, e non 1775 come solitamente si scrive..."
2. ↑  I De' Bianchi erano infatti una famiglia aristocratica originaria di Bologna)